# Thüritz
Thüritz ist ein Ortsteil der Ortschaft Badel und der Stadt Kalbe (Milde) im Altmarkkreis Salzwedel in Sachsen-Anhalt.

## Geographie
Thüritz, ein Straßendorf mit Kirche, liegt zwischen Salzwedel und Kalbe (Milde) in der Altmark, etwa neun Kilometer nordwestlich von Kalbe (Milde). Südlich des Dorfes fließt der Augraben, der bei Gladigau in die Biese mündet.
Nachbarorte sind Badel im Westen, Zierau im Nordwesten, Lüge im Norden und Güssefeld im Südosten.

## Geschichte

### Mittelalter bis Neuzeit
Im Jahre 1268 wird der Ort als in turiz erwähnt. Markgraf Otto beschenkte das Haus der Aussätzigen in Salzwedel (Hospital St. Georg) mit Besitzungen in einigen Dörfern. Im Jahre 1324 wird das Dorf als Thuricz erwähnt, als Hans und Heinecke von Kröcher das Schloss Kalbe mit den zugehörigen Dörfern an Albrecht von Alvensleben verkaufen. Im Landbuch der Mark Brandenburg von 1375 wird das Dorf als Tuͤritz und Turitz aufgeführt. Es umfasste 21 Hufen. Weitere Nennungen sind 1427 to Turitze, 1687 Thüritz und 1804 Thüritz, Dorf mit Lehnschulze.
Nördlich des Dorfes links des Weges nach Lüge stand Anfang des 20. Jahrhunderts eine Windmühle.
Bei der Bodenreform wurden 1945 ermittelt: zwei Besitzungen über 100 Hektar hatten zusammen 278 Hektar, 12 Besitzungen unter 100 Hektar hatten zusammen 296, eine Kirchenbesitzung hatte 48 Hektar Land. Enteignet wurden 348 Hektar und auf 91 Siedler aufgeteilt. Im Jahre 1953 entstand die erste Landwirtschaftliche Produktionsgenossenschaft, die LPG Typ III „Philipp Müller“.

### Herkunft des Ortsnamens
Heinrich Sültmann leitet den Ortsnamen vom wendischen Wort „turu“ ab, was für „Ur“ steht. Übersetzt heißt Thüritz also „Auerochsendorf“. Aleksander Brückner erkennt im Ortsnamen das slawische Wort „turь“ für „Auerochse“, so auch Jürgen Udolph.

### Archäologie

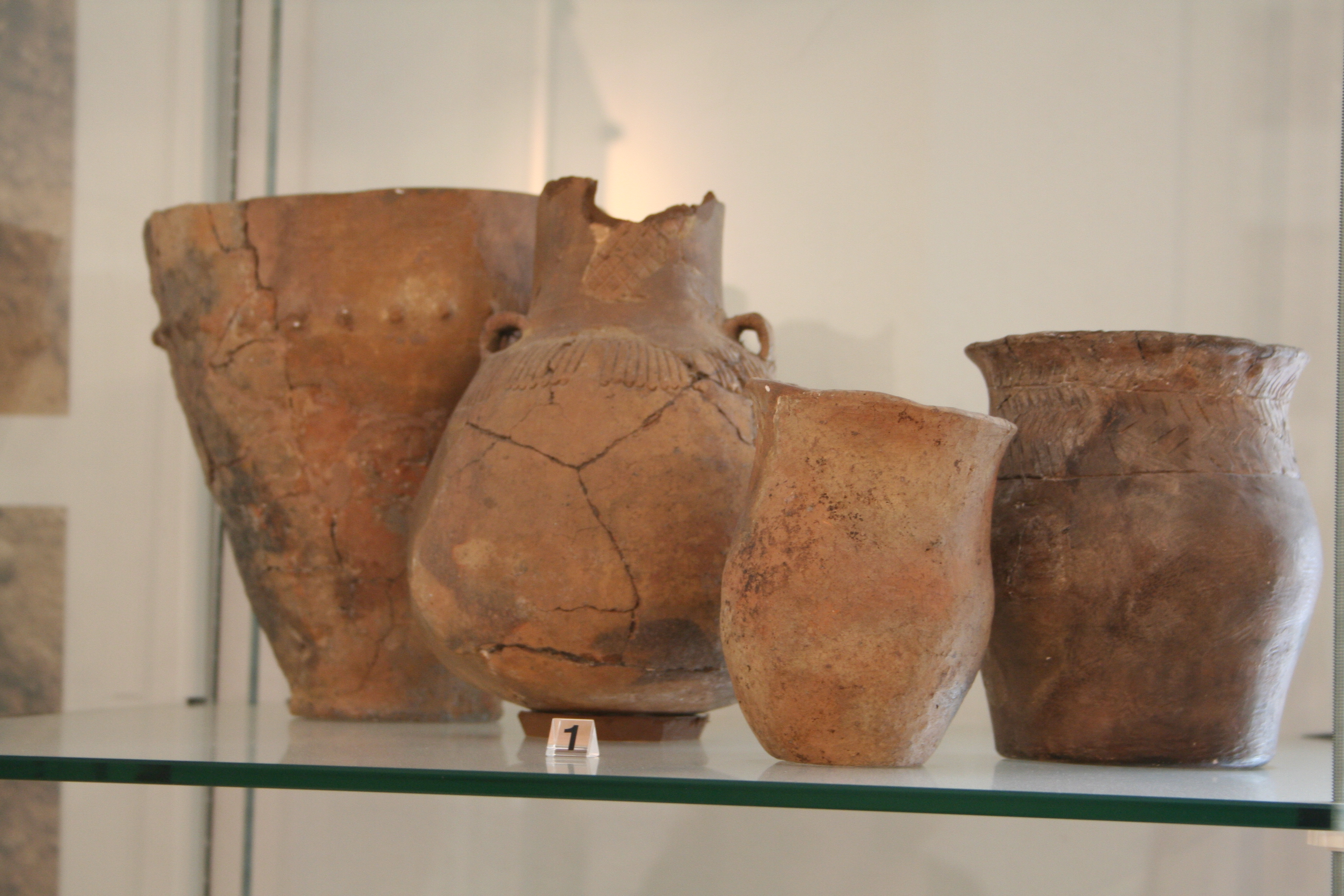
Drei Gefäße der Kugelamphoren-Kultur und ein Becher der Einzelgrabkultur aus Thüritz

Bis zum Ende des 19. Jahrhunderts befand sich das Großsteingrab Thüritz im Flurstück „Thüritzer Gehren“ der damaligen noch nicht separierten Feldmark Thüritz, drei Kilometer westlich von Winterfeld.
Bei Thüritz sind ein abgeflachter jungsteinzeitlicher Grabhügel, eine Grabhügelgruppe aus etwa 4 Hügeln und eine bronzezeitliche Grabhügelgruppe dokumentiert.
1838, 1839, 1841 wurde von den Aufgrabungen des Ackermanns Schernikau aus Thüritz berichtet. Er fand einige hundert Kegelgräber auf der Feldmark Thüritz bei den Breiten Gehren und den Holzbrücken zwischen Thüritz und Zethlingen.
1906 beschrieb Paul Kupka die Überlieferung im Altmärkischen Museum Stendal zu einem Hügelgrab auf dem Damkeschen Plan bei Thüritz. Es war von einem Steinkreis umgeben, der einen Durchmesser von 6 Metern hatte und aus 46 Steinen bestand.
1958 wurde ein Hügelgrab der Einzelgrabkultur beschrieben.
Im Johann-Friedrich-Danneil-Museum in Salzwedel sind Funde aus Thüritz ausgestellt.

### Eingemeindungen
Ursprünglich gehörte das Dorf zum Arendseeischen Kreis der Mark Brandenburg in der Altmark. Zwischen 1807 und 1813 lag der Ort im Kanton Groß Apenburg auf dem Territorium des napoleonischen Königreichs Westphalen. Nach weiteren Änderungen gehörte die Gemeinde ab 1816 zum Landkreis Salzwedel.
Am 25. Juli 1952 wurde die Gemeinde in den neu eingerichteten Kreis Kalbe (Milde) eingegliedert. Am 1. Juli 1973 wurde die Gemeinde Thüritz in die Gemeinde Badel eingemeindet. Am 1. Januar 2011 wurde Badel nach Kalbe (Milde) eingemeindet. Gleichzeitig wurde eine Ortschaft Badel gebildet. So kam der Ortsteil Thüritz zur neu eingerichteten Ortschaft Badel und zur Stadt Kalbe (Milde).

### Einwohnerentwicklung
| Jahr | Einwohner |
| ---- | --------- |
| 1734 | 091       |
| 1774 | 083       |
| 1789 | 108       |
| 1798 | 103       |
| 1801 | 100       |
| 1818 | 070       |
| 1840 | 152       |
| 1864 | 154       |

| Jahr | Einwohner |
| ---- | --------- |
| 1871 | 155       |
| 1885 | 164       |
| 1892 | [00]164   |
| 1895 | 168       |
| 1900 | [00]158   |
| 1905 | 178       |
| 1910 | [00]174   |
| 1925 | 201       |

| Jahr | Einwohner |
| ---- | --------- |
| 1939 | 165       |
| 1946 | 295       |
| 1964 | 248       |
| 2015 | 116       |
| 2016 | 106       |
| 2017 | 100       |
| 2018 | 093       |
| 2020 | [00]087   |

| Jahr | Einwohner |
| ---- | --------- |
| 2021 | [00]91    |
| 2022 | [0]87     |
| 2023 | [0]82     |

Quelle, wenn nicht angegeben, bis 1964 und 2015 bis 2018

## Religion
Die evangelische Kirchengemeinde Thüritz, die früher zur Pfarrei Thüritz gehörte, wird heute betreut vom Pfarrbereich Kalbe–Kakerbeck im Kirchenkreis Salzwedel im Bischofssprengel Magdeburg der Evangelischen Kirche in Mitteldeutschland. Die ältesten überlieferten Kirchenbücher für Thüritz stammen aus dem Jahre 1626.
Die katholischen Christen gehören zur Pfarrei St. Laurentius in Salzwedel im Dekanat Stendal im Bistum Magdeburg.

## Kultur und Sehenswürdigkeiten
- Die evangelische Dorfkirche Thüritz, ein spätromanischer Feldsteinbau aus Schiff und Westquerturm, wurde wohl in der ersten Hälfte des 13. Jahrhunderts erbaut.[28]
- Ein Wegweiser am westlichen Ortseingang, der Großmutterstein am Weg nach Dammkrug und zwei Bauernhöfe neben der Kirche stehen unter Denkmalschutz.[3]
- In der Thüritzer Galerie finden gelegentlich Ausstellungen statt.[29]

## Persönlichkeiten
- Christian Freiherr von Mirbach (* 1944), deutscher Brigadegeneral, wurde in Thüritz geboren
- Otto Wiedfeldt (1871–1926), Politiker, wurde in Thüritz geboren

## Sagen und Bräuche aus Thüritz

### Der Helljäger
Adalbert Kuhn schilderte 1848 eine Sage über die Wilde Jagd: „Auf den Thüritzer Felde hört man oft, wie der Helljäger dahinfährt und wie seine Hunde giffen und gaffen. Das ist nämlich der Graf Schulenburg zu Apenburg, der war ein gewaltiger Jäger und so rasend liebte er die Jagd, dass er sogar sonntags mit seinen Hunden durch das Korn zog; dafür ist er denn zur Strafe verwünscht worden und jagt nun ewig.“

### Pfingstbrauch
Ein alter Mann in Thüritz erzählte, früher sei man mit einem Fuchs zu Pfingsten von Haus zu Haus gezogen und habe Gaben eingesammelt.

### Weihnachtsbräuche
Jodocus Temme berichtete 1839 aus den Akten des Altmärkischen Vereins für Geschichte und Industrie. Am Abend vor Weihnachten wurden Eisen und Stahl in die Futterschneidemaschine und in die Krippe der Kühe gesteckt. So sollte das ganze Jahr hindurch das Vieh nicht zu Schaden kommen. Am ersten Weihnachtsmorgen wurden brennende Feuer in den Brunnen und in den Wassertrog geworfen, gegen Hexerei.